# Hybianska pahorkatina
Hybianska pahorkatina je geomorfologickou částí Liptovské kotliny. Zabírá rozsáhlé území na sever od Váhu, severovýchodně od Liptovského Hrádku.

## Polohopis
Území se nachází ve střední části Podtatranské kotliny, ve východní části podcelku Liptovská kotlina. Západní okraj vymezují Liptovské nivy, geomorfologická část Liptovské kotliny, severně navazuje Tatranské podhorie, podcelek Podtatranské kotliny a východním směrem leží Štrbská pahorkatina, část Popradské kotliny. Jižním směrem strmě stoupá Važecký chrbát, podcelek Kozích chrbtů.
Z Tater teče Hybianskou pahorkatinou jihozápadním směrem do Bieleho Váhu vícero vodních toků, z nich nejvýznamnější jsou Hybica, Dovalovec, Beliansky potok, Mlyničná voda a Lúčný potok. V jižní části leží trojice sídel Hybianské pahorkatiny, a to od západu Hybe, Východná a Važec. Obcemi vede silnice I/18 (Liptovský Hrádok - Poprad), ale hlavní tepnou je Evropská silnice E50, vedoucí v trase dálnice D1 (Žilina - Košice). Bielovážským údolím vede železniční trať Košice–Žilina, která je součástí nejvýznamnějšího železničního spojení země, na kterou se v Tatranské Štrbě připojuje ozubnicová železnice na Štrbské Pleso.

## Ochrana území
Velká část Hybianské pahorkatiny leží na území ochranného pásma Tatranského národního parku v severní a Národního parku Nízké Tatry v jižní části. Z maloplošných, zvláště chráněných lokalit v této části Liptovské kotliny leží Važecká jeskyně, přírodní památka Hybická tiesňava, přírodní rezervace Blatá a Pastierske.

## Turismus
Východní část Liptovské kotliny patří mezi klidnější a méně navštěvované oblasti, ale zčásti tvoří zázemí atraktivním Tatrám. Turisticky atraktivní je amfiteátr s vyhlídkovou věží a blízkým kempem ve Východné, Važecká jeskyně či vojenský hřbitov ve Važci. Značené turistické trasy vedou z železniční stanice Východná k vodní nádrži Čierny Váh ( modrá značka) a ze stanice Važec do lokality Brezová, horáreň v Čiernovážské dolině ( zelená značka).